# Nikola Tesla
Nikola Tesla (în sârbă Никола Тесла; n. 10 iulie 1856, Smiljan, Granița Militară, Imperiul Austriac – d. 7 ianuarie 1943, New York City, New York, SUA) a fost un inventator, fizician, inginer mecanic, inginer electrician și unul dintre promotorii cei mai importanți ai electricității comerciale. Tesla este considerat ca fiind un important om de știință al sfârșitului de secol XIX și începutului de secol XX. Invențiile, precum și munca teoretică ale lui Tesla au pus bazele cunoștințelor moderne despre curentul alternativ, puterea electrică, sistemele de curent alternativ, incluzând sistemele polifazice, sistemele de distribuție a puterii și motorul pe curent alternativ, care au determinat cea de-a doua Revoluție Industrială.
Tesla era etnic sârb, fiind născut în satul Smilijan, în Imperiul Austriac (actualmente în Croația). Era cetățean al Imperiului Austriac prin naștere și mai târziu a devenit cetățean american. Prin demonstrația lui de comunicare fără fir prin intermediul undelor radio în 1894 și după victoria în „războiul curenților”, a fost recunoscut ca fiind unul dintre cei mai mari ingineri electricieni ai S.U.A. Mare parte din munca sa inițială a fost pionierat în ingineria electrică modernă și multe dintre descoperirile lui au fost de foarte mare importanță. În toată această perioadă, în Statele Unite faima lui Tesla rivaliza cu a oricărui inventator sau om de știință al vremii, dar din cauza afirmațiilor sale aparent incredibile și în unele cazuri aproape neverosimile despre dezvoltarea invențiilor și inovațiilor științifice și tehnologice, Tesla a fost în final etichetat drept un om de știință nebun. El a servit drept model pentru „savantul nebun” din cultura populară.

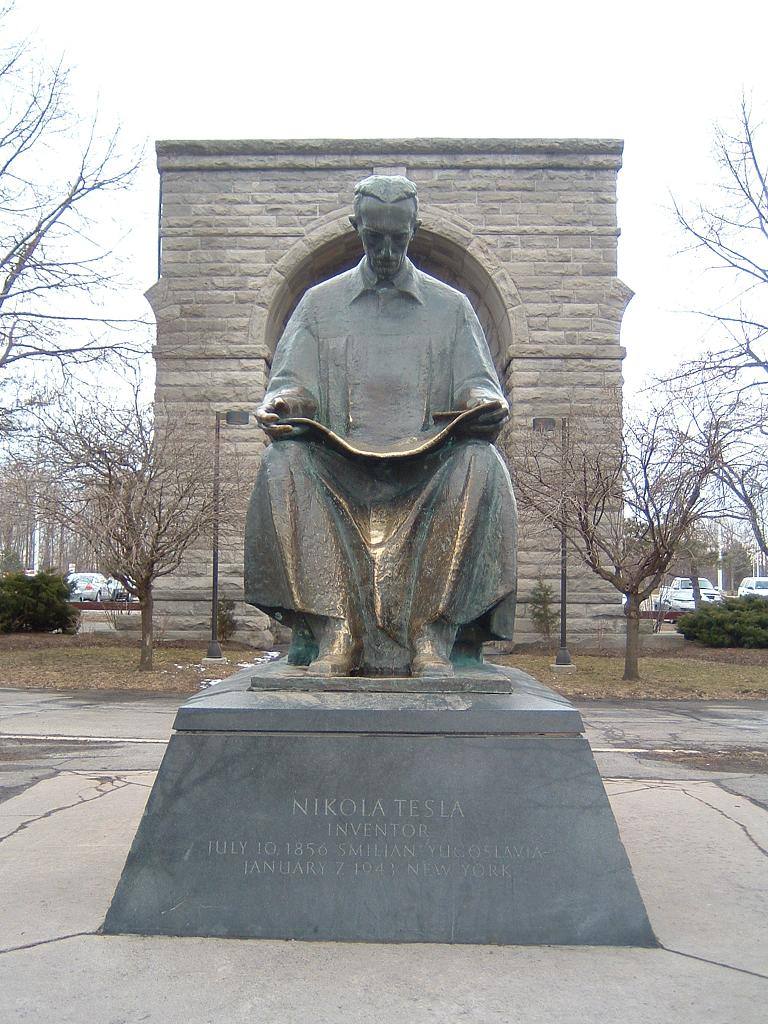
Statuia lui Nikola Tesla în State Park lângă Cascada Niagara

Amprenta lui Tesla poate fi observată în civilizația modernă oriunde este folosită electricitatea. Pe lângă descoperirile sale despre electromagnetism și inginerie, Tesla este considerat un pionier în domeniile roboticii, balisticii, științei calculatoarelor, fizicii nucleare și fizicii teoretice. Nikola Tesla considera cercetarea diferitelor întrebări ridicate de către știință drept cea mai nobilă metodă de îmbunătățire a condiției umane cu ajutorul principiilor științei și progresului industrial și una care să fie compatibilă cu natura.
Cu numele său este denumită unitatea de măsură a inducției magnetice din Sistemul Internațional (1 Tesla = 1T).

## Biografie

### Primii ani
Certificatul de botez al lui Nikola Tesla atestă ca dată a nașterii 28 iunie 1856. Tatăl său a fost Milutin Tesla, preot ortodox sârb, iar mama, Duka Mandić.

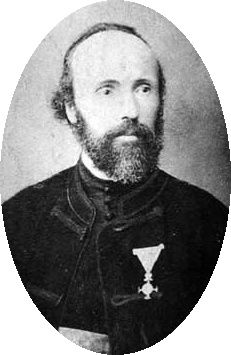
Milutin Tesla, tatăl lui Nikola Tesla, preot al Bisericii Ortodoxe Sârbe

Nikola Tesla a fost al patrulea fiu dintr-o familie cu cinci copii, având un frate mai mare, Dane (care a murit într-un accident de echitație când Nikola avea 9 ani) și trei surori (Milka, Angelina și Marica).

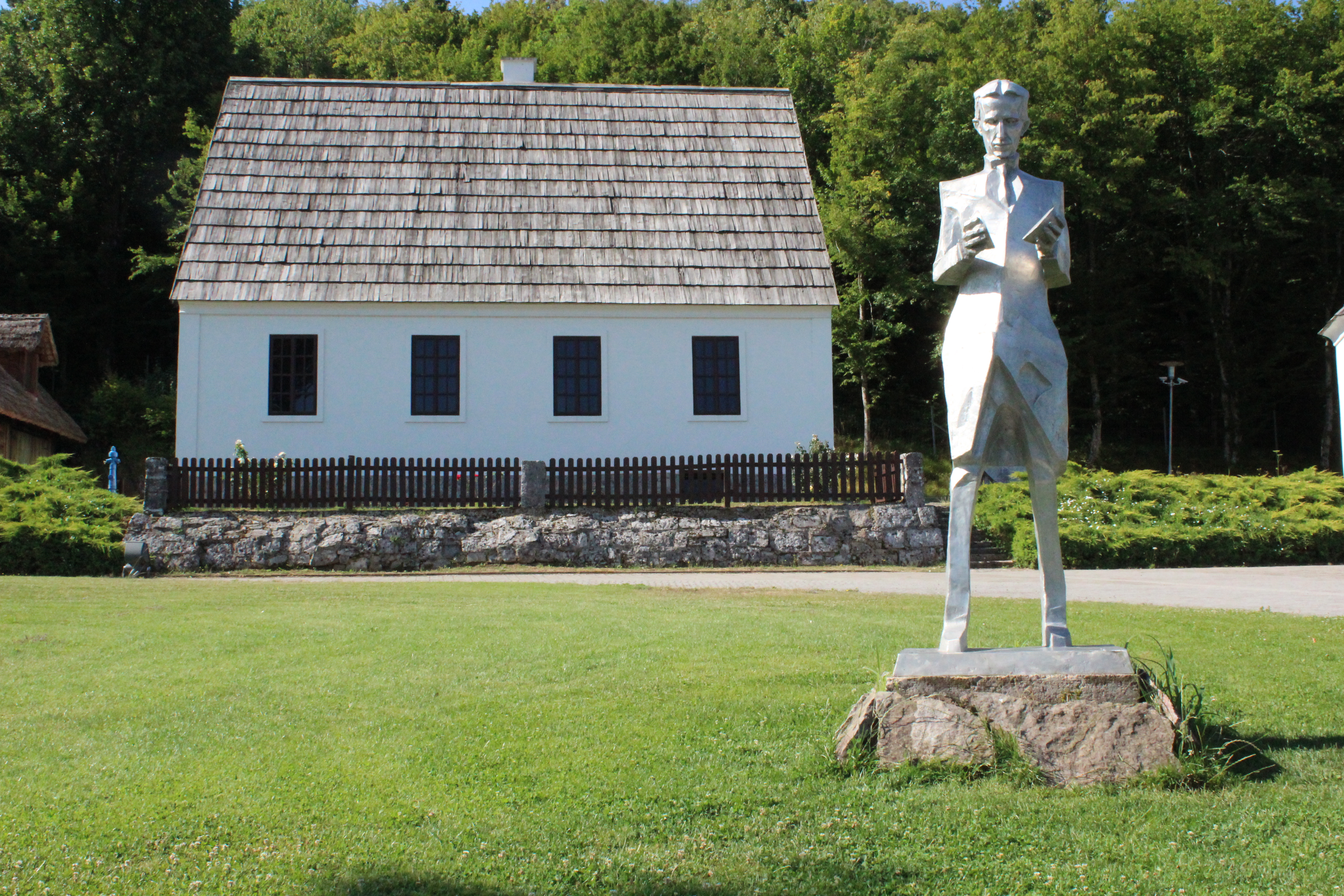
Casa Memorială și sculptura Nikola Tesla (Similjan, Croația)

Familia lui s-a mutat la Gospić în 1862. Tesla a urmat cursurile școlii „Gymnasium Karlovac” în Karlovac, unde a terminat în doar trei ani ciclul de învățământ de patru ani.
Ulterior a început studiile de inginerie electrică la Universitatea din Graz în 1875, timp în care a experimentat unele utilități ale curentului alternativ. Unele surse afirmă că a fost licențiat al Universității din Graz, cu toate acestea, universitatea afirmă că nu a obținut nicio diplomă și că nu a trecut mai departe de al doilea semestru al anului trei, moment în care a renunțat la cursuri.. În decembrie 1878 a plecat din Graz și a întrerupt legăturile cu familia. Apropiații credeau că se înecase în Râul Mur. S-a îndreptat către Maribor (astăzi în Slovenia), unde a obținut prima sa slujbă ca subinginer, post pe care l-a ocupat timp de un an. În timpul acestei perioade a suferit o criză nervoasă. Tesla a fost apoi convins de către tatăl său să se înscrie la cursurile Universității Carolina din Praga, la care a asistat în vara anului 1880. Aici a fost influențat de către Ernst Mach. Cu toate acestea, după moartea tatălui său a abandonat universitatea, terminând doar un curs.

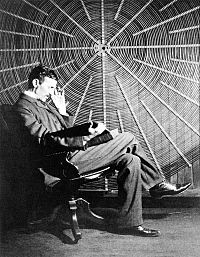
Citind cartea lui Ruder Boskoviç, Theoria Philosophiae Naturalis, în fata bobinei transformatorului său de înaltă tensiune în East Houston Street, New York

Tesla își petrecea mult timp citind cărți, pe care le memora în întregime, având o memorie fotografică. Tesla a relatat în autobiografia sa că în numeroase ocazii a experimentat momente detaliate de inspirație. În timpul copilăriei a avut mai multe episoade de boală. Avea o afecțiune foarte ciudată, care se manifesta prin apariția unor fascicule de lumină orbitoare în fața ochilor, adesea însoțite de halucinații. Aceste halucinații erau asociate unui cuvânt sau unei idei care îl urmărea. Uneori aceste halucinații îi dădeau soluția problemei care îl preocupa.
Putea vizualiza în formă reală orice obiect al cărui nume îl auzea. În prezent, afecțiunea numită sinestezie prezintă simptome similare. Tesla putea vizualiza o invenție cu o precizie incredibilă, incluzând toate dimensiunile, înainte de a începe să o construiască, tehnică pe care azi o cunoaștem ca gândire vizuală. Nu obișnuia să deseneze schițe ale invențiilor, concepea totul din minte. De asemenea, avea premoniții ale evenimentelor care aveau să se întâmple, premoniții care au început încă din timpul copilăriei.
În 1880 s-a mutat la Budapesta pentru a munci în Compania Națională de Telegrafie, devenită ulterior Compania Națională de Telefonie. Acolo l-a cunoscut pe Nebojša Petrovič, un tânăr inventator sârb care trăia în Austria. În ciuda faptului că întâlnirea celor doi a fost de scurtă durată, au lucrat împreună la un proiect care folosea turbine gemene pentru a genera energie continuă. În momentul în care s-a deschis centrala telefonică în 1881 în Budapesta, Tesla devenise șeful electricienilor din companie și a fost mai târziu inginer pentru primul sistem telefonic al țării. De asemenea a inovat un dispozitiv care, conform unora, era un amplificator telefonic, însă pentru alții ar fi fost primă boxă de amplificare a sunetului.

### Franța și Statele Unite ale Americii
În 1882 Tesla s-a mutat la Paris, Franța, pentru a lucra ca inginer în Continental Edison Company (una din companiile lui Thomas Edison), proiectând îmbunătățiri pentru echipamentele electrice aduse de pe celălalt mal al oceanului, datorită ideilor lui Edison. Conform biografiei sale, în același an, Tesla a inventat motorul de inducție și a început să lucreze la mai multe dispozitive care foloseau câmpul magnetic rotativ, pentru care a primit patentele în 1888.
Puțin după aceea, Tesla s-a trezit dintr-un vis în care mama sa murise și trezindu-se din somn a știut că, de fapt, moartea mamei sale se produsese în realitate. După aceea, Tesla s-a îmbolnăvit, petrecând trei săptămâni pentru a se recupera în satul Tomingaj, aproape de Gračac, locul de naștere al mamei sale.
În iunie 1884, Tesla a ajuns pentru primă dată în Statele Unite ale Americii, în orașul New York, cu o scrisoare de recomandare din partea lui Charles Batchelor, un vechi angajat, către Thomas Edison, în care Batchelor a scris: "Cunosc doi mari oameni, tu ești unul dintre ei; celălalt este acest tânăr". Edison l-a angajat pe Tesla pentru a munci în compania sa ca simplu inginer electrician, unde a progresat rapid, rezolvând mai multe probleme tehnice foarte dificile pe care le aveau produsele companiei. Astfel că, i s-a oferit să reproiecteze complet toate generatoarele de curent continuu ale companiei lui Edison.
Tesla afirmă că i s-au oferit 50.000$ (1.1 milioane de dolari în 2007, ajustați de inflație) pentru reproiectarea motoarelor și generatoarelor ineficiente ale lui Edison, îmbunătățind astfel serviciile și produsele oferite de compania acestuia, dar și veniturile financiare. În 1885, când Tesla a întrebat despre plată promisă, Edison i-a răspuns: "Tesla, tu nu înțelegi umorul nostru american", rupând astfel înțelegerea verbală. Cu un salariu de 18$ pe săptămână, Tesla ar fi trebuit să muncească 53 de ani pentru a strânge banii promiși. Oferta era egală cu capitalul inițial al companiei. Tesla a renunțat imediat la slujbă când i s-a refuzat o mărire de salariu la 25$ pe săptămână.

### Anii următori
În 1886, Tesla și-a deschis propria firma, Tesla Electric Light & Manufacturing, însă investitorii din firma sa nu au fost de acord cu planurile sale de fabricare a unui motor de curent alternativ și în final l-au scos afară din companie. A muncit ca muncitor în New York, ajungând să sape șanțuri pentru a se întreține și a-și putea continua cercetarea în sistemele polifazice de curent alternativ. În 1887, a construit primul motor pe inducție, fără perii, alimentat cu curent alternativ, pe care l-a prezentat la American Institute of Electrical Engineers (Institutul American al Inginerilor Electricieni, azi IEEE, Institutul de Inginerie Electrică și Electronică) în 1888. În același an, a prezentat principiul bobinei Tesla și a început să lucreze cu George Westinghouse la Westinghouse Electric & Manufacturing Company's, în laboratoarele din Pittsburgh, Pennsylvania. Westinghouse a fost captivat de ideile lui Tesla legate de sistemele polifazice, cele care puteau transmite curent alternativ la distanțe mari.
În aprilie 1887, Tesla a început cercetările la ceea ce aveau să se numească ulterior raze X, folosindu-se de propriul său tub de vacuum (similar al patentului său USPTO nº 514170). Acest dispozitiv era diferit de alte tuburi de raze X prin faptul că nu avea electrod receptor. Acum se știe că acest dispozitiv funcționă emițând electroni dintr-un singur electrod, prin intermediul combinației de emisii de electroni prin efect de câmp și emisie termoionică. Odată eliberați electronii, sunt foarte repede captați de un câmp electric puternic în apropierea electrodului în timpul vârfurilor de voltaj negativ de la ieșirea de înaltă tensiune oscilantă a bobinei Tesla, generând raze X atunci când se lovesc de învelișul de sticlă al tubului. Tesla a folosit, de asemenea, tuburile lui Geissler. Prin 1892, el a observat leziuni ale pielii, pe care Wilhelm Röntgen le-a identificat mai târziu ca fiind cauzate de razele X.

În primele sale cercetări, Tesla a schițat anumite experimente pentru producerea razelor X. El a afirmat că, cu ajutorul acestor circuite, “instrumentul ar putea genera raze Roentgen de putere mai mare decât cele obținute cu aparatele obișnuite”.

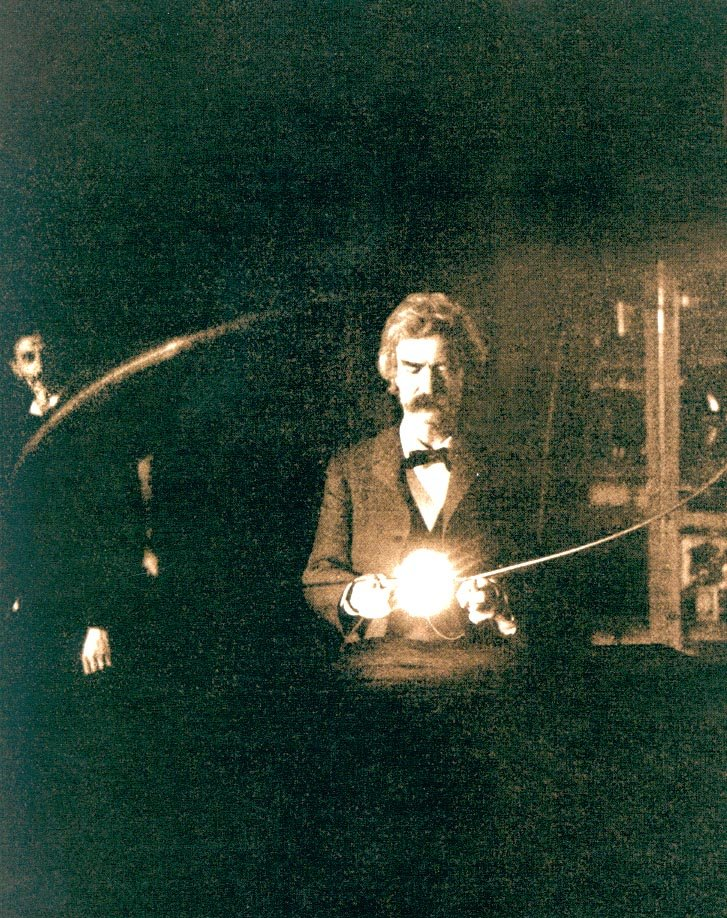
Mark Twain in laboratorul lui Tesla în 1894. Scriitorul era un mare prieten al fizicianului.

De asemenea, a atras atenția asupra pericolului folosirii circuitelor sale și a razelor X produse de dispozitivul său cu un singur nod. Din numeroasele sale note din timpul cercetărilor preliminare ale acestui fenomen, a atribuit leziunile pielii unor cauze variate. El a crezut inițial că leziunile nu puteau fi cauzate de către razele Roentgen, ci ozonului generat în contact cu pielea și în parte de acidul de azot. El credea că acestea erau unde longitudinale, că acelea produse de către unde în plasmă.
Un “sistem mondial pentru transmiterea energiei electrice fără cabluri” bazat pe conductivitatea electrică a Pământului, a fost propus de Tesla, sistem care ar funcționa prin intermediul transmisiei de energie prin diferite medii naturale și utilizarea secundară a curentului transmis între două puncte pentru alimentarea dispozitivelor electrice. În practică, acest principiu de transmisie de energie este posibil prin intermediul razelor ultraviolete de înaltă putere care să producă un canal ionizat în aer între stațiile de emisie și recepție. Același principiu este folosit în paratrăsnete, electrolaser și arma de electroșoc și, de asemenea, a fost propusă pentru a opri vehiculele. Vehicle Disabling Weapon by Peter A. Schlesinger, President, HSV Technologies, Inc. NDIA Non-Lethal Defense IV 20–22 Măr 2000

Tesla a inventat transmisia de energie fără fir la începutul anului 1891. Efectul Tesla (numit așa în onoarea lui) este un concept pentru aplicațiile acestui tip de transport de electricitate.

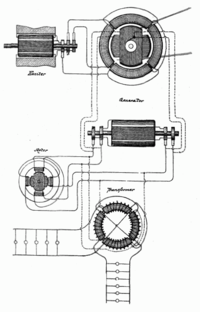
Generatorul de curent electric al lui Nikola Tesla, care utilizeaza circuitele de curent alternativ pentru transportul de energie la distante mari.

### Cetățean american
În 30 iulie 1891, la vârsta de 35 de ani, Tesla a devenit cetățean american și și-a instalat laboratorul în Bulevardul 5 din New York. Apoi l-a mutat în Strada Houston. În acest loc, în timp ce făcea experimente legate de rezonanța mecanică cu oscilatoare electromecanice, a generat rezonanță în câteva clădiri din vecinătate, deși, potrivit frecvențelor utilizate, nu a afectat clădirea în care-și avea laboratorul. Cum vecinii au făcut plângere la poliție și zgomotul creștea, exact în momentul în care a ajuns poliția acolo, a avut inspirația să folosească un ciocan pentru a termina experimentul.
Pe de altă parte, a făcut să funcționeze lămpi electrice în ambele laboratoare din New York, furnizând astfel probe privind potențialul de transmisie a energiei fără fir.
Unii dintre prietenii săi cei mai apropiați erau artiști. A fost prieten cu Robert Underwood Johnson, editor la Century Magazine, care a publicat câteva poeme sârbe ale lui Jovan Jovanović Zmaj, traduse de Tesla. De asemenea, în acea perioadă, Tesla a fost atras de filozofia vedică, hinduism, învățăturile lui Swami Vivekananda, în așa măsură încât a început să folosească termeni în sanscrită pentru a denumi unele concepte fundamentale referitoare la materie și energie.
La 36 de ani i-au fost acordate primele patente în materia alimentării polifazice și a continuat cercetările asupra principiilor câmpului magnetic rotativ. Din 1892 până în 1894 a activat ca vicepreședinte al Institutului American de Inginerie Electrică, precursorul alături de Institutul de Inginerie Radio al actualului IEEE. Din 1893 până în 1895, a cercetat curentul alternativ de înaltă frecvență. A generat un CA de un milion de volți folosind o bobină Tesla conică și a cercetat efectul pelicular la conductori, a proiectat circuitele LC, a inventat o mașină care să inducă somnul, lămpi de descărcare fără fir și transmisia de energie electromagnetică, construind primul radio-transmițător. În Saint Louis, Misourri, a făcut o demonstrație în radiocomunicații în 1893. Adresându-se Institutului Franklin din Philadelphia, Pennsylvania și la Național Electric Light Association, a descris și demonstrat cu detalii aceste principii. Tesla a experimentat și radiația cosmica de fond. El credea că era doar o chestiune de timp pentru ca omul să poată să adapteze mașinile la angrenajul naturii, declarând: "Nu vor trece multe generații până când mașinile noastre vor putea funcționa folosind o energie obținută din orice punct din univers".
La Expoziția Universală de la Chicago în 1893 a fost pentru primă dată un edificiu dedicat numai exponatelor electrice. La acest eveniment, Nikola Tesla și George Westinghouse au prezentat vizitatorilor alimentarea cu curent alternativ ce a fost utilizată pentru iluminarea expoziției. În plus, s-au prezentat lămpile fluorescente și becurile lui Tesla de un singur nod.
Tesla a explicat, de asemenea, principiile câmpului magnetic rotativ și motorul asincron sau de inducție, demonstrând cum se oprește un ou de cupru la finalul demonstrației dispozitivului cunoscut ca "Oul lui Columb".
Tesla a inventat așa-numitul generator al lui Tesla în 1895, alături de invențiile lui despre lichefierea gazelor. Tesla știa, datorită descoperirilor lui Kelvin, că aerul în stare lichidă absoarbe mai multă căldură decât cea cerută teoretic când trecea înapoi în stare gazoasă și era utilizat pentru a mișca anumite dispozitive. Chiar înainte de a-și finaliza cercetarea în acest domeniu și a patenta invenția, a avut loc un incendiu în laboratorul său, distrugându-i toate echipamentele, modelele și invențiile. Puțin după aceea, Carl von Linde, în Germania, a prezentat un patent al aceleiași invenții.

### Edison
Hotărârea lui Tesla de a demonstra superioritatea curentului alternativ asupra curentului continuu al lui Edison a generat ceea ce se cunoaște drept "războiul curenților". În 1893, s-a organizat în Chicago o expoziție publică a curentului alternativ, demonstrându-se superioritatea acestuia față de curentul continuu al lui Edison. În același an, Tesla a reușit să transmită energie electromagnetică fără cabluri, construind primul radio-transmițător. A prezentat patentul acestuia în 1897, doi ani după, Guglielmo Marconi reușind prima transmisie radio. Marconi a înregistrat patentul în 10 noiembrie 1900 și i-a fost refuzat, considerându-se o copie a patentului lui Tesla. A început astfel un litigiu între compania lui Marconi și cea a lui Tesla. După ce a studiat mărturiile mai multor proeminenți oameni de știință, Curtea Supremă de Justiție a Statelor Unite ale Americii a hotărât în 1943 că dreptatea era de partea lui Tesla (deși numeroase cărți îl menționează, încă, pe Marconi drept inventator al radioului).
La finalul secolului XIX, Tesla a demonstrat că folosind o rețea electrică de rezonantă și ceea ce în acel timp era cunoscut drept "curent de înaltă frecvență" (azi se consideră de joasă frecvență), era nevoie doar de un conductor pentru a alimenta un sistem electric, fără a fi necesar niciun alt metal sau conductor de pământ. Tesla a denumit acest fenomen "transmisia de energie electrică prin intermediul unui singur cablu fără întoarcere". A conceput și proiectat circuitele electrice rezonante formate dintr-o bobina și un condensator, esențiale pentru emisia și recepția de unde radioelectrice, grație fenomenului de rezonanță. Ceea ce de fapt crea și transmitea erau unde electromagnetice, plecând de la alternatoare de înaltă frecvență, doar că nu le-a aplicat la transmisia de semnale radio, cum a făcut Marconi, ci doar a încercat să transmită energie electrică la distanță, fără cabluri. Tesla a afirmat în 1901: "Acum vreo 10 ani, am recunoscut faptul că, pentru a transporta curent electric la distanțe mari, nu era deloc necesar să folosesc un cablu de întoarcere, ci că oricare cantitate de energie ar putea fi transmisă folosind doar un cablu. Am arătat acest principiu prin numeroase experimente care, în acele momente, au atras o atenție considerabilă a oamenilor de știință".
Totuși, Edison încă încerca să împiedice teoria lui Tesla prin intermediul unei campanii care să arate populației cât de periculoasă era folosirea acestui tip de curent, drept care Harold P. Brown, un angajat al lui Edison, contractat pentru investigarea electrocutării, a inventat scaunul electric.
În primăvara anului 1891, Tesla a realizat demonstrații cu diverse mașini la Institutul American de Inginerie Electrică la Universitatea din Columbia. A demonstrat cu această ocazie că toate tipurile de aparate puteau fi alimentate prin intermediul unui cablu unic, fără un conductor de întoarcere. Acest sistem de transmisie a fost protejat în 1897 cu patentul U.S.0,593,138.
La Cascada Niagara s-a construit primă centrală hidroelectrică datorită descoperirilor lui Tesla, în 1893, reușind în 1896 să transmită electricitate orașului Buffalo, New York. Cu sprijinul financiar al lui George Westinghouse, curentul alternativ l-a înlocuit pe cel continuu. Tesla a fost considerat de atunci înainte fondatorul industriei electrice.
În 1891 a inventat bobina Tesla.
În onoarea sa, se denumește "Tesla" unitatea de măsură a câmpului magnetic în Sistemul internațional de unități.

### Colorado Springs
În 1899, Tesla se mută într-un laborator din Colorado Springs, Statele Unite ale Americii, pentru a-și începe experimentele și măsurătorile cu înaltă tensiune. Obiectivele lui Tesla în acest laborator erau construirea unui transmițător de mare putere, perfecționarea mediilor pentru a individualiza și izola puterea transmisă și determinarea legilor de propagare a curenților prin pământ și prin atmosferă. În timpul celor 8 luni petrecute în Colorado Springs, Tesla a scris note zilnice cu o descriere detaliată a investigațiilor sale. Acolo și-a dedicat timpul atât pentru a măsura și proba enorma sa bobină Tesla, cât și pentru a îmbunătăți receptori de mici semnale și a măsura capacitatea unei antene verticale. De asemenea, a realizat experimente despre mingile de foc, cele pe care afirmă că le-ar fi produs.
Într-o zi, Tesla a observat și semnalat un comportament neobișnuit al unui instrument care înregistra furtunile. Era vorba de înregistrări periodice când o furtună se apropia și se depărta de laborator. El a concluzionat că apăreau unde staționare care puteau fi create de oscilatorul său. Cu echipamente foarte fiabile a putut realiza măsurători ale razelor care cădeau la mare distanță de laboratorul său, observând că undele de descărcare creșteau până la un vârf și apoi descreșteau înainte de a se repeta ciclul complet. Tesla a presupus că acestea se datorau faptului că Pământul și atmosfera posedau electricitate, ceea ce făcea ca planeta să se comporte ca un conductor de dimensiuni nelimitate, în care era posibilă transmisia de mesaje telegrafice fără fir și, mai mult, transmisia de energie electrică la oricare distanță terestră aproape fără pierderi prin rezonanță. Tesla descoperise că putea produce un inel în jurul pământului, ca un clopot, cu descărcări la fiecare două ore și de asemenea putea să-l facă să rezoneze electric. A descoperit că rezonanța Terrei era de 10 Hz, o valoare destul de exactă pentru acel timp, ținând cont că azi se cunoaște că această frecvență este de 8 Hz. După ce a descoperit cum să se creeze unde electrice permanente pentru a transmite energie electrică în jurul lumii, cercetătorul german W. O. Schumann a postulat că pământul și ionosfera formează un complex de unde sferice, prin intermediul căruia se pot propaga unde electromagnetice de foarte joasă frecvență (cunoscute drept ELF) generate de către activitatea tuturor razelor la nivel mondial cu valori apropiate de 8 Hz, fenomen care este cunoscut drept Rezonanță Schuman.

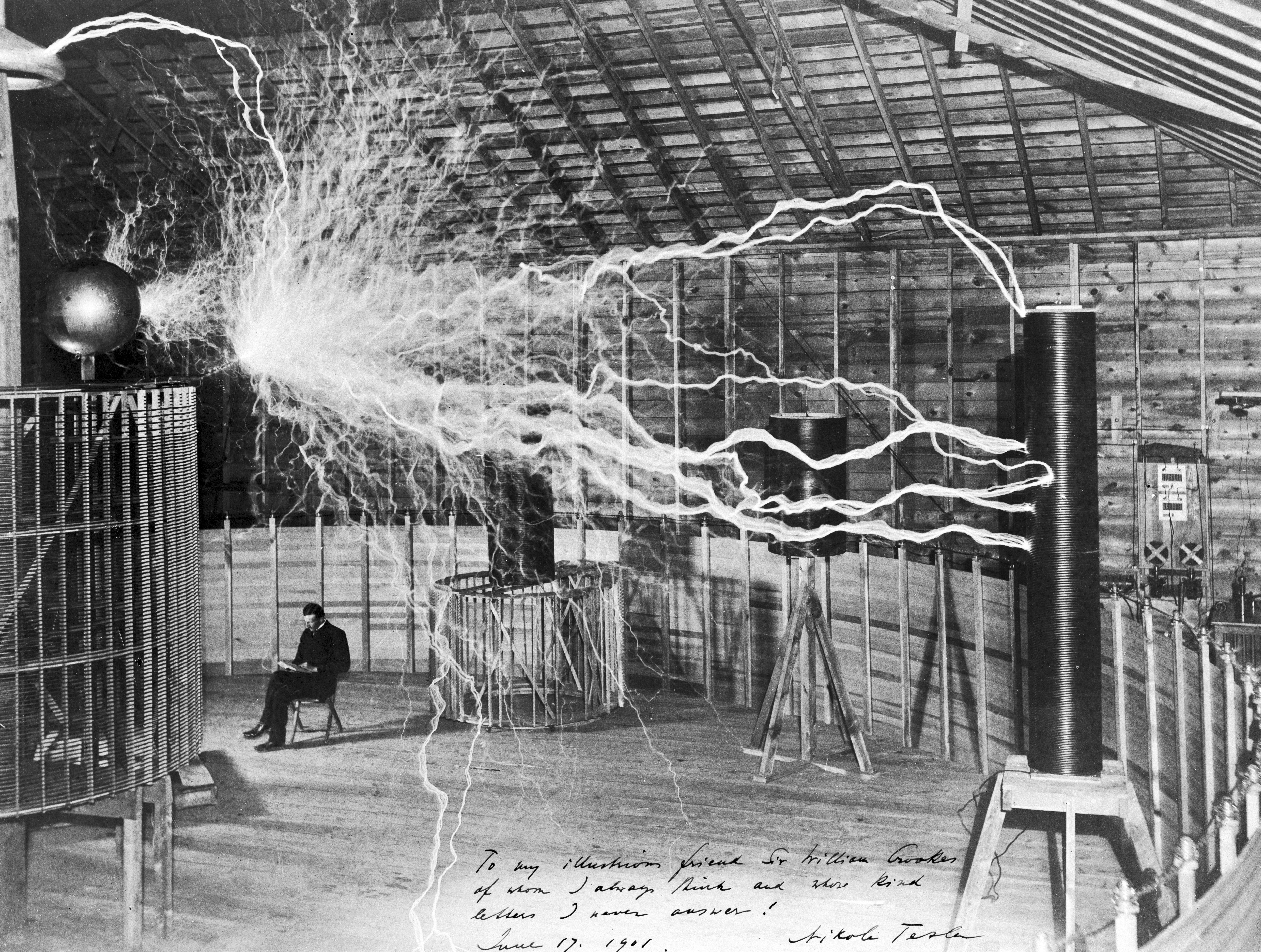
Nikola Tesla in laboratorul său din Colorado Springs, în jurul anului 1900.

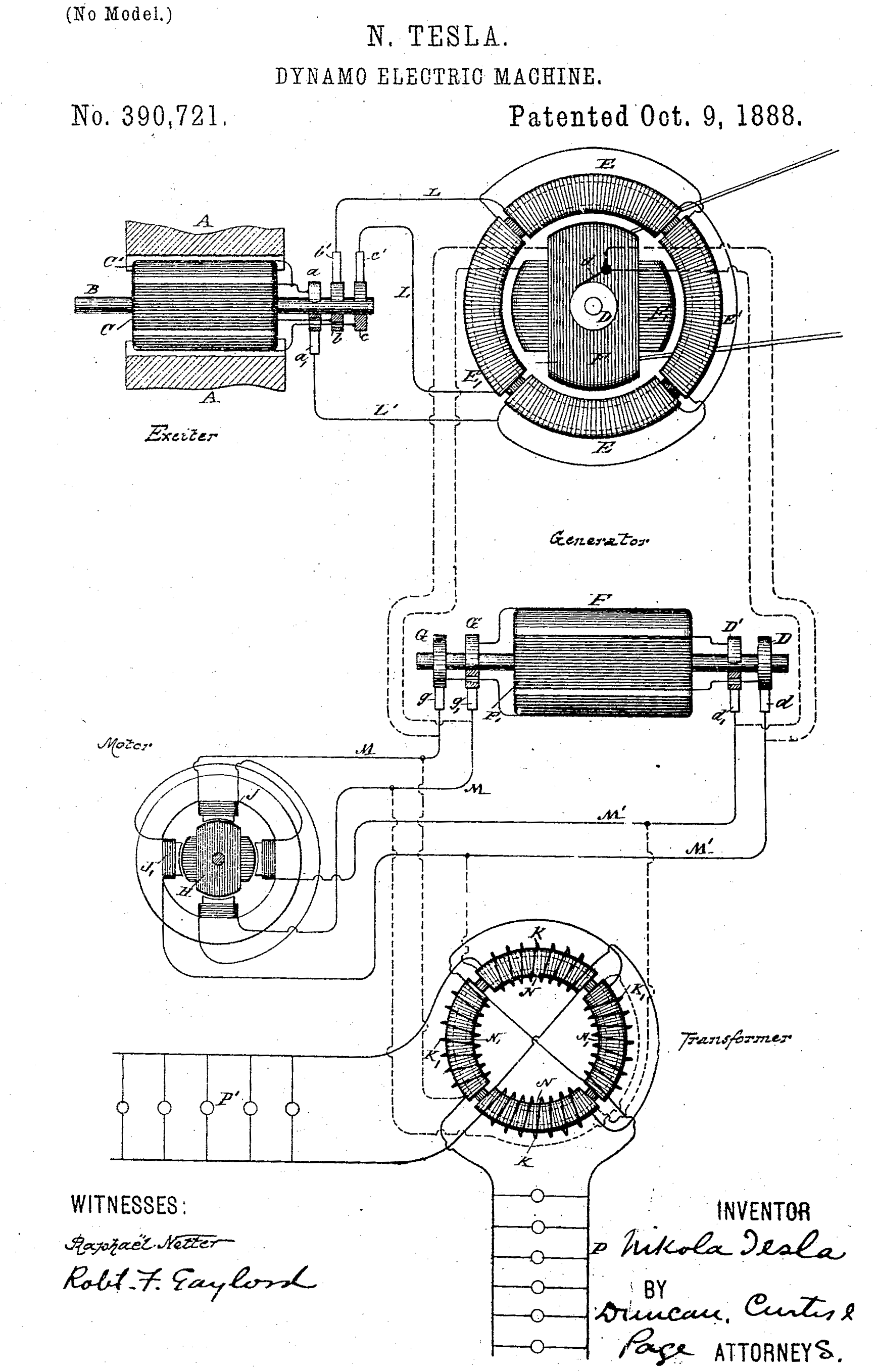
Dinamul de c.a. al lui Nikola Tesla folosit pentru generarea curentului alternativ care este folosit pentru transportul energiei electrice la mari distanțe.

„Savantul nebun” din desenele animate cu Superman este Nikola Tesla. Ulterior ele au fost produse pe bandă VHS cu titlul Superman vs. Tesla.

## Imagini

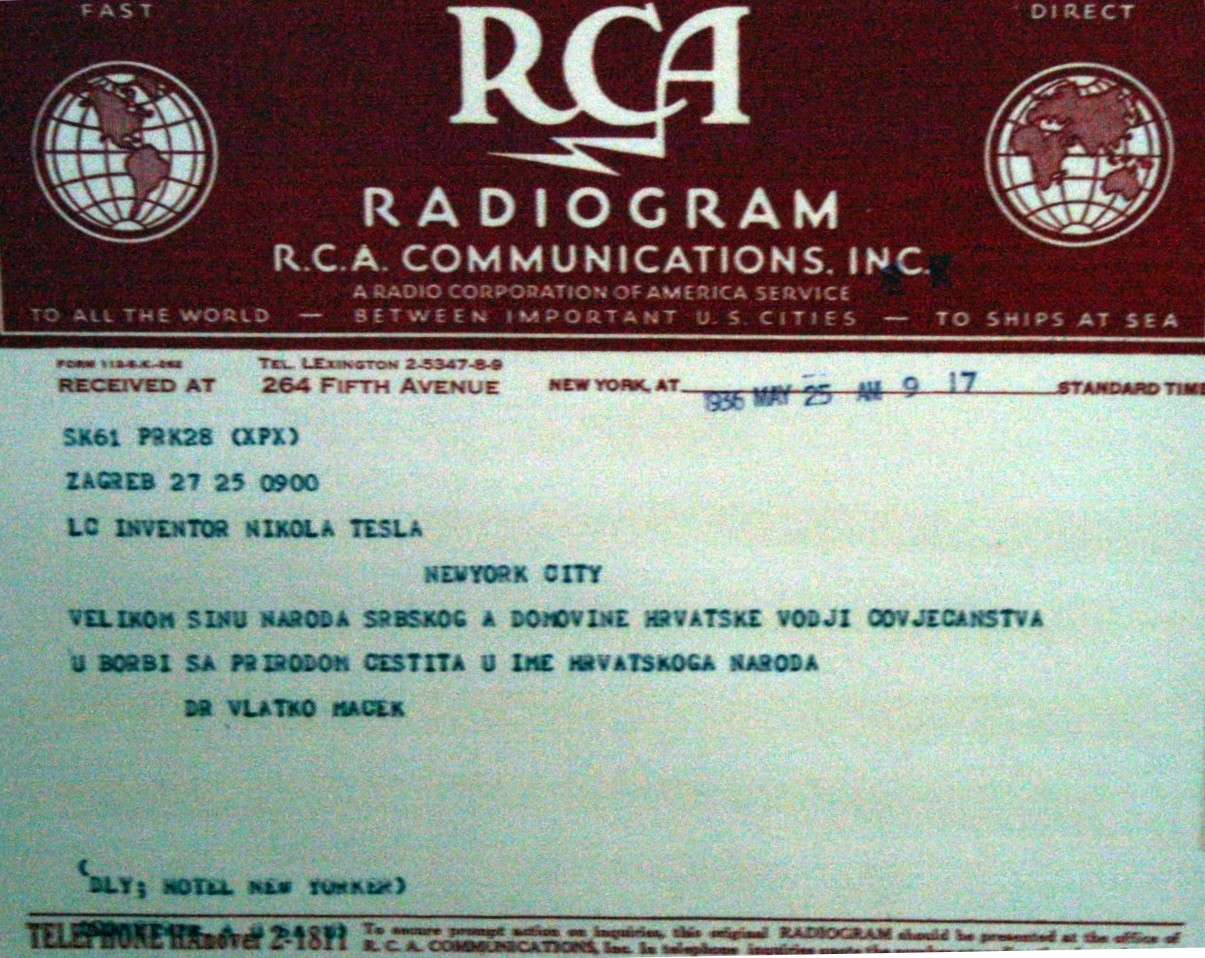
Telegrama lui Vladko Maček adresată lui Nikola Tesla
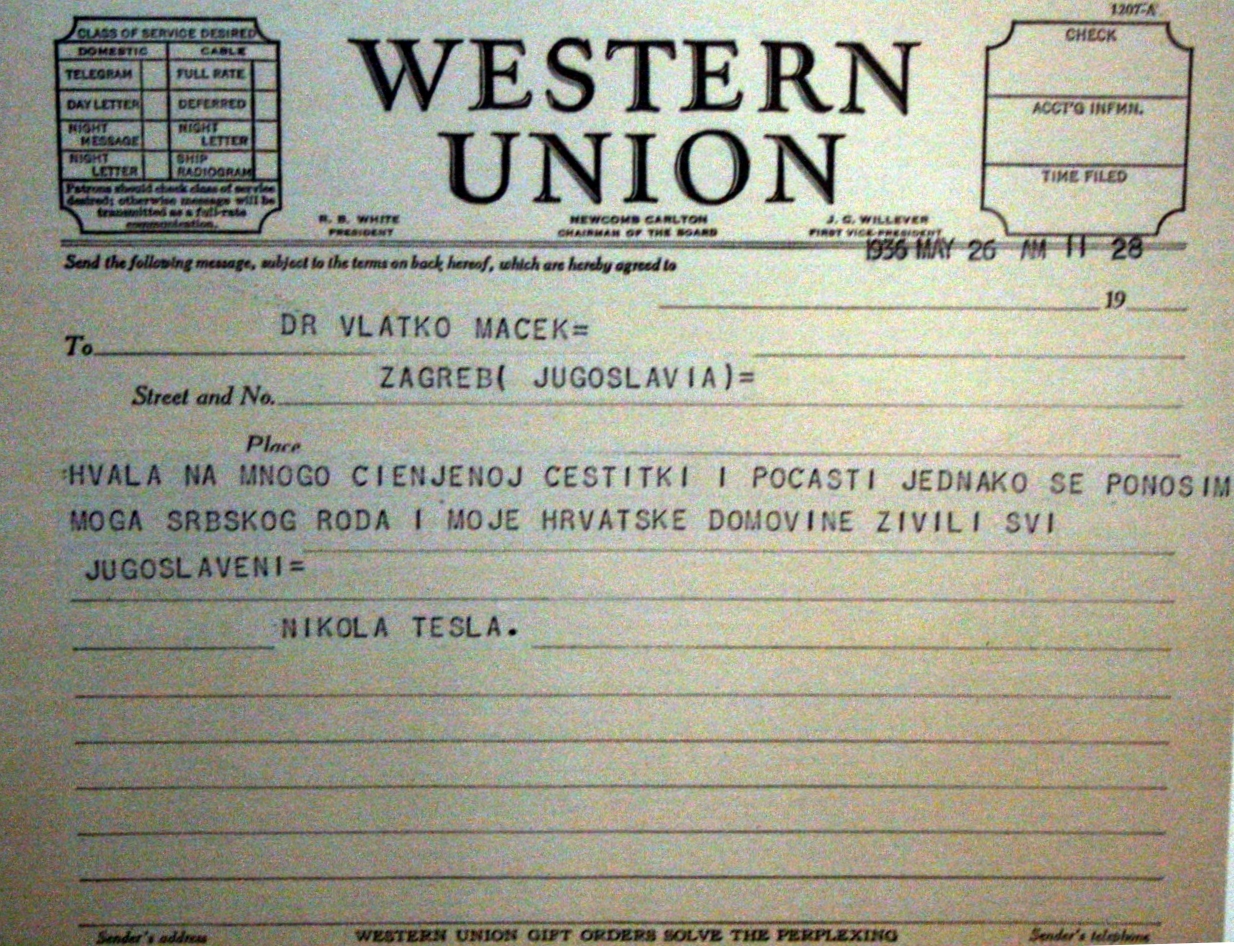
Telegrama lui Nikola Tesla către Vladko Maček
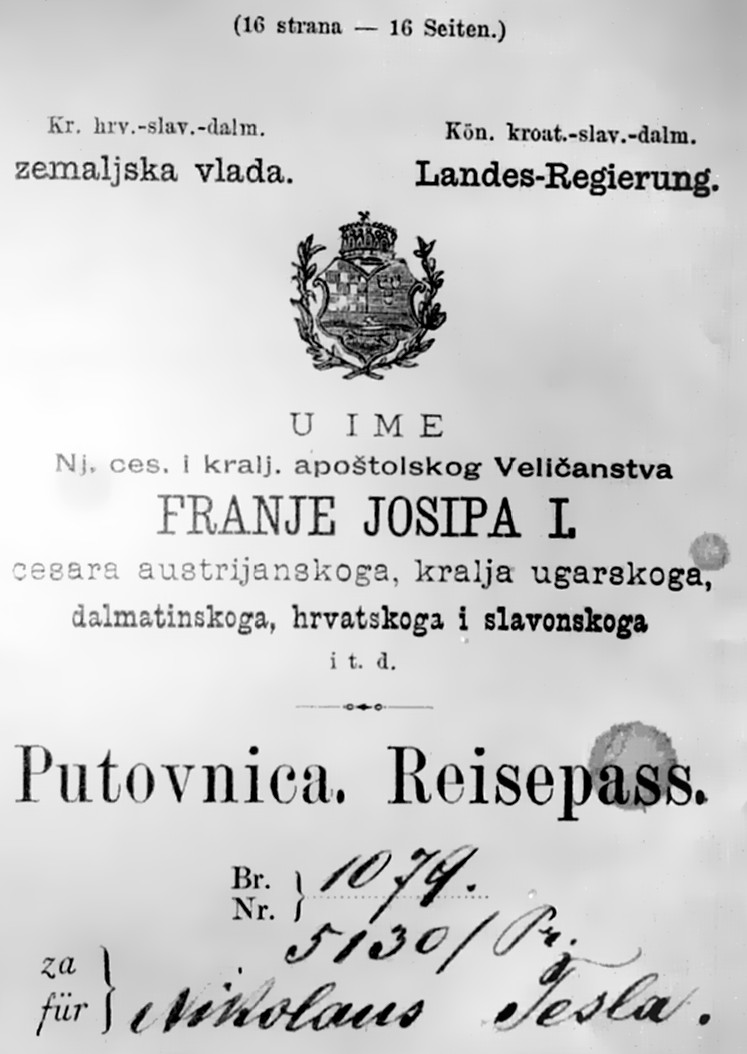
Pașaportul lui Nikola Tesla, pagina 1, 1883